# Herbogo
Herbogo (llamada oficialmente San Pedro de Herbogo) es una parroquia y un lugar español del municipio de Rois, en la provincia de La Coruña, Galicia.

## Entidades de población
Entidades de población que forman parte de la parroquia:
- A Pereira
- Carrais
- Casas Novas (As Casas Novas)
- Espai
- Herbogo
- Rubieiro
- Socastro
- Soutelo

## Demografía

### Parroquia
| Gráfica de evolución demográfica de Herbogo (parroquia) entre 2000 y 2019 |
|                                                                           |
| Datos según el nomenclátor publicado por el INE.                          |

### Lugar
| Gráfica de evolución demográfica de Herbogo (lugar) entre 2000 y 2019 |
|                                                                       |
| Datos según el nomenclátor publicado por el INE.                      |